# 74-es főút
74-es főút (ungarisch für ‚Hauptstraße 74‘) ist eine ungarische Hauptstraße. Sie zweigt in Nagykanizsa nach Norden von der 7-es főút ab, quert die Autobahn Autópálya M7 und führt über Bocska und Zalaszentbalázs nach Norden. In Bak kreuzt sie die Hauptstraße 75-ös főút, die von Osten vom Balaton (Plattensee) kommend nach Rédics nahe der Grenze zu Slowenien führt. Die Hauptstraße 74 verlängert sich nach Norden nach Zalaegerszeg und kreuzt dort die 76-os főút. Sie verläuft weiter nach Norden und trifft in Vasvár (deutsch: Eisenburg) auf die 8-as főút, an der sie endet. Die 75 km lange Straße bildet auf von Zalaegerszeg bis Nagykanizsa einen Teil der Europastraße 65.